# Honghu
Honghu (chinois : 洪湖市 ; pinyin : hónghú shì) est une ville-district placée sous la juridiction de la ville-préfecture de Jingzhou dans la province du Hubei en Chine.

## Démographie
La population du district était de 907 162 habitants en 1999.

## Culture
Le lac Hong est connu pour un célèbre film-opéra, L'escorte rouge du lac Hong (chinois : 洪湖赤卫队 ; pinyin : Hónghú chìwèiduì) décrivant la révolution communiste paysanne en 1929 dans cette région. Une série a été tirée de ce film dans les années 2000.